# Свети Архангел Михаил (Смолник)
Архангел Михаил (на полски: Cerkiew św. Michała Archanioła) е дървена католическа (преди това гръкокатолическа) църква в село Смолник в Бескидски окръг на Подкарпатското войводство в Полша. През 2013 г. църквата е включена в списъка на световното културно и природно наследство на ЮНЕСКО, заедно с други дървени църкви на Украйна и Полша в района на Карпатите.

## Описание
Първото известно споменаване за съществуването на църква в Смолник датира от 1589 г. Смята се, че дървеният храм може да е бил построен когато се е образувало селото, тоест през 1530-те години. Първата дървена църква изгаря, а през 1602 г. е построена нова, която също е унищожена от пожар през 1672 г. Скоро е построена друга дървена църква, но на ново място. Четвъртият храм в бойковски стил, който е оцелял и понастоящем, е осветен на 1 август 1791 година. Всички църковни прибори са пренесени в него от предишната църква. Тридилният храм се състои от неф, олтар и бабинец. Всички части на църквата са увенчани с куполи с кръстове на върха на четвъртит покрив.
Първата голяма реконструкция на църквата е извършена през 1921 г. със значителна финансова подкрепа от местното население. Покривът е пренареден, а иконостасът – възстановен. До 1951 г. храмът принадлежи на гръкокатолиците. В хода на съветско-полската размяна на погранични участъци, селото е прехвърлено в Полша, а местното бойковско население е депортирано в Украинска ССР, църквата е изоставена и използвана като склад. Старият иконостас е унищожен, а единствените елементи от първоначалния облик на църквата са фрагменти от стенописи. Старинните църковни икони на Успение Богородично и Богородица Одигитрия се намират в Музея на украинското изкуство в Лвов, а иконата на апостолите с Дейсис се съхранява в музея в Ланцут.
През 1969 г. храмът е включен в регистъра на националните паметници в Полша. През 1974 г. е предаден на римокатолическата общност, която го преоборудва според своите традиции. Интериорът на църквата е загубил историческите свидетелства за дотогавашните богослужебни традиции и култура на местното население. През 2004 – 2005 г. сградата е ремонтирана. Древното гробище в близост до църквата е запазило само няколко надгробни паметника.